# Alice Wedel
Alice Ingegerd Wallén-Wedel, född 16 mars 1895 på Höjentorps kungsgård, Eggby socken, Skaraborgs län, död 8 september 1984 i Skanör, var en svensk tecknare och batikkonstnär.

## Biografi
Alice Wedel var dotter till brukspatronen Anders Wallén och Gerda Skantze och från 1924 gift med Nils Wedel. Hon studerade för Albert Eldh och Dagmar Gundersson vid Slöjdföreningens skola, därefter studerade hon omkring 1920 för Poul Jerndorff i Köpenhamn samt i Paris och München 1920–1921. Hon reste på kombinerade studie- och målarresor till bland annat Frankrike och under 1950-talet upprepade gånger till Italien och England 1962. Wedel visade tidigt anlag för teckning men omkring 1925 specialiserade hon sig på batikkonst. Efter sin mans kartonger utförde hon ett antal postkubistiska verk men hennes egna kompositioner har drag från den orientaliska prakten och Ravennas mosaiker. Bland hennes mer omtalade verk märks kompositionen Bukett från 1955 och fågelbilden Eget bo som båda är utförda med stor hantverksskicklighet och konstnärlig uppfinningsrikedom. 
Separat ställde hon ut på SDS-hallen i Malmö 1943, Färg och Form i Stockholm 1945, Borås konsthall 1946, Malmö museum 1950, Galleri Brinken i Stockholm 1950, Norrköpings konstmuseum 1958, Göteborgs konsthall 1964 och Sveagalleriet i Stockholm 1965 samt i Hässleholm. Tillsammans med sin man Nils Wedel och Inga Wedel-Hansson ställde hon ut på Malmö rådhus 1937 och tillsammans med sin man och Karin Parrow på Göteborgs konsthall 1943 samt tillsammans med sin man och Christian Berg på Halmstads museum 1944. Hon medverkade i ett flertal samlingsutställningar bland annat flera gånger i Den Frie Udstilling i Köpenhamn, världsutställningen i Paris 1925 där hon tilldelades en guldmedalj och på Stockholmsutställningen 1930. Wedel är representerad vid Röhsska konstslöjdmuseet, Nationalmuseum, Norrköpings konstmuseum, Malmö museum och Sahlgrenska sjukhuset.